# Petzow
Petzow è una frazione (Ortsteil) della città tedesca di Werder (Havel), nel Land del Brandeburgo.

## Monumenti e luoghi d'interesse
Castello (Schloss)Costruito intorno al 1825 su progetto di Karl Friedrich Schinkel, e ornato da un parco disegnato da Peter Joseph Lenné, costituisce uno dei più importanti complessi padronali di campagna del primo Ottocento nella Marca di Brandeburgo.
Chiesa (Dorfkirche)Edificio in stile neoromanico costruito nel 1841-42 da August Stüler e Gustav Emil Prüfer, che si ispirarono a un precedente progetto redatto da Karl Friedrich Schinkel in collaborazione con il principe Federico Guglielmo.

## Amministrazione
La frazione di Petzow è rappresentata da un consiglio di frazione (Ortsbeirat) di 3 membri.